# Jim Bowie

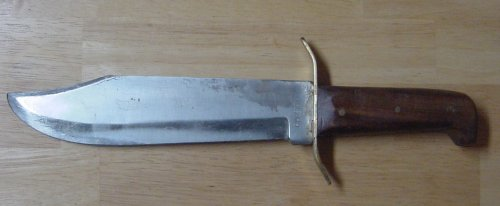
A faca Bowie.

James "Jim" Bowie (Condado de Logan, 10 de abril de 1796 — San Antonio, 6 de março de 1836) foi um conhecido pioneiro, contrabandista e comerciante de escravos e soldado americano, que desempenhou um importante papel na guerra dos texanos contra o domínio do México. Ele morreu na lendária Batalha do Alamo. Nasceu em Kentucky e viveu durante muito tempo em Louisiana, até que se mudou para o Texas para lutar na guerra.
Bowie também ficou conhecido por carregar uma enorme faca, conhecida como faca Bowie ("Bowie knife") considerada uma das melhores pelos pioneiros.

## Biografia
Durante seus primeiros anos, Bowie era caçador e pescador. O folclore sempre o colocava em histórias contra crocodilos, ursos e domando cavalos selvagens. Durante a Guerra de 1812, Bowie e seu irmão Rezin Jr. se juntaram a milícia da Louisiana, sob o comando do Coronel Colman Martin, para lutar contra os ingleses em New Orleans. Mas conta-se que eles chegaram em 1815, quando a guerra já havia terminado.  Depois os irmãos teriam comerciado escravos ilegalmente, com o corsário Jean Lafitte. Com o dinheiro ganho, começaram a negociar com terras.
A lenda da faca Bowie começou em 1826, quando Bowie sobreviveu a um duelo contra o xerife Norris Wright. Ele saiu ferido e ficou com dificuldade de usar pistolas. Para ajudar o irmão, Rezin deu a Jim a famosa faca, que ele começou a carregar. Em 1829 Bowie ficou noivo de Cecilia Wells, mas ela morreu duas semanas antes do casamento. Seus irmãos Rezin e Stephen se estabeleceram com uma plantação de algodão de 1 800 acres, conhecida como Arcadia, próxima de Thibodaux.
Em 1 de Janeiro de 1830, Bowie e seu amigo Isaac Donoho deixaram Thibodaux e foram para o  Texas, levando uma carta de apresentação para Stephen F. Austin de Thomas F. McKinney, um conhecido colonizador. No final do ano, Bowie foi batizado em uma igreja católica na cidade do México. Ele se casou com Ursula Maria de Veramendi, filha do governador do Texas.
Depois do seu casamento, Bowie ouviu a história da  Mina Perdida de Los Almagres, num lugar ao Oeste de San Antonio, próximo as ruínas da missão de Santa Cruz de San Sabá. Ele preparou uma expedição para ir dentro do território índio para tentar achar a mina de prata. Durante a exploração, ele foi atacado por índios em 2 de novembro de 1830. Bowie contou que ele, seu irmão e mais nove companheiros lutaram por cerca de 30 horas contra um grupo de 40 índios. Houve somente uma perda em seu grupo. Em 1832, ele retornou a região com um grupo maior, mas não encontrou nada. 
Em julho de 1832 Bowie ouviu em Natchez, que o comandante mexicano de Nacogdoches, Jose de las Piedras, havia determinado que os colonos americanos da região, entregassem suas armas. Os mexicanos permitiam a presença deles em seu território, mas exigiam que seguissem suas leis, surgindo o impasse, pois os americanos não queriam se desfazer de suas armas e de seus escravos negros. Armada a rebelião, Bowie voltou para o Texas e com 3 000 homens armados lutou contra Piedras e marchou em Nacogdoches. Nessa ocasião, a esposa Ursula, filho e parentes sucumbiram a uma epidemia de Cólera. 
Bowie retornou ao Texas tentando voltar ao negócio de terras, mas em 1835, com  Santa Anna acabando com o governo Coahuila-Texas e ordenando a sua prisão e de todos os texanos, ele retornou para San Felipe-Nacogdoches.
Santa Anna começou a preparar um exército para a Guerra. Bowie e William B. Travis buscaram se organizar, tentando inclusive convencer tribos de índios a lutar contra os mexicanos. Stephen F. Austin foi eleito o comandante do exército de voluntários do Texas em 1835. Bowie foi nomeado Coronel. 
Depois de algumas batalhas contra os mexicanos, em 1 de Janeiro de 1836 Bowie chegou a Bexar com um destacamento de 30 homens. Bowie logo escolheu o fortificação da Missão Álamo como ponto estratégico. Ali ele se juntou a William Travis e seus homens, além de Davy Crockett. Após o comandante Coronel James C. Neill deixar a missão, Bowie foi escolhido o comandante. Celebrou o feito com uma bebedeira, o que o forçou a dividir o comando com Travis.
O exército mexicano com cerca de 1 500 cavaleiros, chegou em Bexar e em fevereiro ordenou a rendição dos texanos. Bowie se recusou, mas em 24 de fevereiro sofreu um colapso devido a tuberculose avançada, doença que o acometera. Confinado a um quarto, ele permaneceu com o resto dos defensores da missão até 6 de março, quando os mexicanos atacaram. O major Francisco Ruiz identificou seu corpo.

## Cultura popular
Bowie foi retratado em inúmeros filmes, a contar do primeiro em 1937. Alguns dos principais:
- The Iron Mistress (1952), de Gordon Douglas, com Alan Ladd e Virginia Mayo.
- Davy Crockett, King of the Wild Frontier (1954), dos Estúdios Disney, dirigido por Norman Foster. Jim Bowie foi interpretado pelo coadjuvante Kenneth Tobey.
- The Last Command (1955), de Frank Lloyd. Jim Bowie foi interpretado por Sterling Hayden.
- The First Texan (1956), de Byron Haskin (filmagens no próprio Alamo). Jim Bowie foi interpretado por Jeff Morrow.
- The Alamo (1960), de John Wayne, que interpretou Davy Crockett. Jim Bowie foi interpretado por Richard Widmark.
- The Alamo (2004), produção da Touchstone Pictures. Bowie foi interpretado por Jason Patric.

Para a televisão Jim Bowie (Scott Forbes) aparece na série The Adventures of Jim Bowie (1956-1958). Também é visto em um episódio do Túnel do Tempo (com o papel entregue ao ator Jim Davis). E em outro, na série Amazing Stories de Steven Spielberg, episódio "Alamo Jobe" (1985). Jim Bowie foi interpretado por Jon Van Ness.